# Hadnal, Chikodi
Hadnal là một làng thuộc tehsil Chikodi, huyện Belgaum, bang Karnataka, Ấn Độ.